# Picardía mexicana (libro)
Picardía mexicana es un libro de Armando Jiménez Farías en donde se recopila el lenguaje coloquial de la cultura popular de la Ciudad de México, en una investigación a la vez psicológica, antropológica, sociológica y escatológica. Este abarca los chistes (inocentes o de contenido sexual), términos y albures tomados de situaciones y lugares diversos (conversaciones, cantinas, bares, baños públicos, placas y defensas de los vehículos, entre otros), la mayor parte de ellos cargados de machismo y de connotaciones sexuales hacia la mujer. 
Se publicó por primera vez el 15 de septiembre de 1960 y suma en México 143 ediciones comerciales (un promedio de 22 500 ejemplares por edición) y más de 4.1 millones de ejemplares vendidos. Jiménez Farías, popularmente conocido como «El Gallito Inglés» (uno de los muchos grafitos que él mismo recopiló en su libro, tomado de un baño público), abandonó la carrera de arquitectura para dedicarse de lleno a la escritura, al ver el éxito editorial alcanzado por esta su primera obra, y afirmaba que era el segundo libro de lengua hispana más leído en la historia, después del Quijote, pero que la mayoría de sus lectores no se atrevían a reconocer públicamente haberlo leído.

## Secciones del libro
"La explicación de los ademanes que los mexicanos utilizan, por ejemplo, para decir flojera, las frases que el pregonero de la lotería canta cada que saca un naipe y el significado de frases como 'estar con el hijo atravesado' o 'colgar los tenis', son parte de los retratos del lenguaje del siglo XX que el escritor Armando Jiménez Farías (1917-2010) plasmó en Picardía mexicana, considerado el libro más vendido en el país durante los años setentas y ochentas del siglo pasado." Armando Jiménez, hijo del autor.

Los temas abordados por Picardía mexicana son los siguientes, entre otros:
- Letreros en camiones: el autor pone ejemplos múltiples de las bromas pintadas en las salpicaderas de los camiones y camionetas de diversos tipos. En la defensa posterior de un vehículo de pompas fúnebres, por ejemplo: "No te me aserques [sic] ni te me eches ensima [sic] malora / si no quieres qe te lleve antes de la ora [sic]."
- La lotería de monitos: frases chistosas diversas para describir o mencionar las imágenes de la lotería: "En tu cuerpecito de violonchelo me gustaría tocar esto y aquello."
- Desahogos de conciencia: "Aire por detrás, sólo el que sale es bueno."
- Ademanes: Descripción de algunas señas con las manos o con los brazos, entre ellas la popular "pintura de violines".
- Numerología: el significado de frases populares que incluyen la mención de números, unas de índole sexual y otras no: "Hacer del uno", "Hacerse una", "Échame tres", "Dame las tres", "Poner un cuatro", etcétera.
- Adivinanzas: habla de los colmos, de los parecidos, de los "qué le dijo" y de los telones. En los cuatro casos, explica las diferentes etapas y tipos de bromas: los ingenuos, los pícaros y los mordaces. "¿Cuál es el colmo de un forzudo? Doblar la esquina de una calle." "¿Cuál es el colmo de un plomero? Tener un hijo de soldado." "¿En qué se parecen los dioses al baño? En que sólo ellos saben quiénes obran bien y quiénes obran mal." "¿Qué le dijo la luna al sol? ¡Tan grandote y nunca sales de noche!" "¿Qué le dijo la aguja al disco? Voltéate y nos echamos otro." "¿Qué le dijo el cuadro a la pared? Perdona que te dé la espalda." "Primer acto: Un yucateco quema, con una antorcha, la cara de María Félix. Segundo acto: Un yucateco quema, con una antorcha, la cara de María Conesa. Tercer acto: Un yucateco quema, con una antorcha, la cara de María Victoria. ¿Cómo se llamó la obra? El cabezón quema-Marías."
- No es lo mismo: ejemplos clásicos y otros no tanto: "No es lo mismo huele a traste... que atrás te huele." "No es lo mismo las calles del general Prim que las primas del general Calles."
- Idiotismos: recopilación de "las palabras y frases propias de un país que van contra las reglas de la gramática." Explica, por ejemplo, el significado sexual popular de mondongo; ejemplos múltiples de la terminología popular para designar la homosexualidad; el uso de cácaro en la proyección de películas; "Estar con el hijo atravesado" es pasar por gran apuración.
- Sólo para hombres: historias diversas (anuncios de radio con contenido jocoso, en doble sentido; clasificación de los temperamentos según el pedo), además de una clasificación popular en México de los pendejos.
- Petra: en una historia breve sobre las críticas sociales cotidianas acerca del trabajo realizado por las trabajadoras domésticas (popularmente llamadas criadas, entre otros muchos nombres) el autor describe y explica los significados sociales y las bromas derivadas de los nombres de la gran variedad de tipos de piezas de pan mexicano (puchas, ojos de pancha, cuernitos de mantequilla, cocoles, niños envueltos, alamares, chilindrinas, volcanes, besos, calzones, bolillos, pambazos, birotes, cemitas, bizcochos, cañones, corbatas, galletas, hojaldras, teleras, mamones, huesitos) y de otras expresiones relacionadas con el pan ("madrugarle a alguien con el pan" es apoderarse de algo, por ejemplo un asalto a un banco o huir con la esposa de otra persona).
- Capítulo sangrón: sobre los términos y expresiones populares, generalmente jocosos, relacionados con la menstruación en particular y con la sangre en general: se dice, por ejemplo, que durante la menstruación las mujeres: "están en su mes", "tienen periódico", "están pagando renta", "tienen la barra", "andan jineteando alazán", "train el achaque o la calavera encendida", "están en su mala semana", "ya les llegó Pancho", "tienen visita" o que "navegan con bandera comunista".
- Grafitos en los comunes: "...letreros y dibujos, intrascendentes en su mayoría", pintados en los baños públicos, en la mayor parte de los casos en los de los varones, "que revelan el buen humor, la pecaminosidad y la idiosincrasia del pueblo". Incluye también versos jocosos y chistes relacionados con la defecación o incluso con la política: "Quiso alcanzar la victoria / el traidor de Victoriano / ¡Como si victoria y ano / fuesen igual en la historia!" Incluye también la terminología vulgar acerca del urinario y del retrete. Chascarrillos sobre la diarrea y sobre el estreñimiento: "El que espera en un sanitario público al estreñido: 'Señor, ¿ya va a salir?' El de adentro asiente, entre pujido y pujido: '¡Sí, ya va saliendo!'" Anécdotas jocosas y términos populares relacionados con los padecimientos llamados "secretos": cólera morbus, uretritis purulenta, gonorrea, retención urinaria, incontinencia de la orina, esterilidad, impotencia (hoy llamada disfunción eréctil), lúes, estenosis uretral, orquitis, etcétera. Nombres populares para los excusados: uno en los Estudios Cinematográficos Churubusco decía: "Fábrica de Churros El Esfuerzo". Y lo escrito por alguien que no encontraba papel: "En vano busco un papel / para limpiar mis despojos: / tengo abiertos los tres ojos / y no puedo dar con él."
- Con permiso, voy para allá: locuciones picarescas (incluso un soneto) también en relación con la defecación y la micción.
- Diccionario de nombres impropios: relación del significado (jocoso en la gran mayoría de los casos, con doble sentido en todos) del uso popular de los nombres de personas.
- Las ánimas en pena: sobre todo acerca de la versión que presenta el propio autor de El ánima de Sayula, de Teófilo Pedroza.
- Citius, altius, fortius: términos populares aparentemente relacionados con el deporte pero en realidad relativos a muchos otros asuntos: la muerte, la comida, el apetito, el cuerpo humano, etcétera.
- A fuerzas: explicación de muchos dichos populares relacionados con el huevo: "Inflación es cuando un huevo cuesta un peso y deflación, cuando un peso cuesta un huevo."
- Enriquesca su bocavulario (sic): un examen de opción múltiple con extensión de dos páginas en el que el lector debe escoger el que considere el sinónimo coloquial preciso de cada palabra; después, en las dos páginas siguientes (Respuestas a "Enriquesca su bocavulario") el lector puede autocalificarse.
- Fe de erratas: correspondencia que recibió el autor con observaciones diversas acerca de su libro (acerca del título que escogió y, por supuesto, sobre todo del contenido).
- Tatacha Fu: breve glosario de expresiones populares relacionadas con asuntos diversos (relaciones sexuales, infidelidad, consumo de bebidas alcohólicas, el cuerpo humano y sus funciones, etcétera).
- Postemios: comentarios críticos firmados por autores de especialidades diversas: sociológico, de Francisco López Cámara; lingüístico, de Antonio Alatorre; psicoanalítico, de Santiago Ramírez; literario, de Alí Chumacero; antropológico, de Felipe Montemayor, y filosófico, de Jorge Portilla.
- Bibliografía
- Anotaciones del lector: significado de muchos ejemplos del humor popular mexicano expresado gráficamente.
- Acerca del autor: breve anotación biográfica redactada por la editorial.

## Ediciones
De este libro se han vendido 4.2 millones de ejemplares. A la fecha del fallecimiento de su autor se habían lanzado 143 ediciones.[cita requerida]

## Centenario
Con motivo del centenario de su autor, la editorial RM publicó una edición facsimilar de la obra.